# Acacia arida
Acacia arida är en ärtväxtart som beskrevs av George Bentham. Acacia arida ingår i släktet akacior, och familjen ärtväxter. Inga underarter finns listade i Catalogue of Life.